# Розсіч (заповідне урочище)
Ро́зсіч — заповідне урочище місцевого значення в Україні. Об'єкт природно-заповідного фонду Івано-Франківської області. 
Розташоване на території Надвінянського району Івано-Франківської області, біля південно-східної частини села Зелена. 
Площа 26 га. Статус надано згідно з рішенням облвиконкому від 19.07.1988 року № 128. Перебуває у віданні ДП «Надвірнянський лісгосп» (Зеленське л-во, кв. 22, вид. 18—23). 
Статус присвоєно для збереження частини лісового масиву — резервату модрини європейської віком 90—100 років.